# Ernest Gussinyé Ribas
Ernest Gussinyé Ribas   (Girona, 1910 - Girona, 22 de desembre de 1984) fou un empresari i fotògraf afeccionat, vinculat amb l'esport, la indústria i el turisme.

## Biografia
Gussinyé fou membre de les empreses Pinsos Ravés, Impulsora Pecuària i Orlava. A més, va regentar el bar Café Nacional, conegut posteriorment com l'Arcada.
El 2 de desembre de 1946, durant la presa de possessió del nou alcalde Antoni Franquet Alemany, Gussinyé fou nomenat regidor de l'Ajuntament de Girona, càrrec que cessà el 6 de febrer de 1955. Prengué novament aquest càrrec el 5 de febrer de 1961, durant el mandat de l'alcalde Pere Ordis Llach i el finalitzà el 5 de febrer de 1967, en prendre possessió el nou alcalde Josep Bonet Cuffí.
Vinculat a la vida esportiva i cultural gironina, Gussinyé ocupà el càrrec de president de l'Agrupació Fotogràfica i Cinematogràfica de Girona i Província, durant el període comprès entre el 27 de gener de 1955 i el 24 de gener de 1957, essent el segon president d'aquesta agrupació. Fou soci del GEiEG i delegat de la secció ciclista de l'entitat. Hi participà també en la secció motorista i com a excursionista, entre d'altres. Gussinyé va cedir una sala del primer pis del Café Nacional per a les oficines de secretaria de l'entitat, que posteriorment es traslladaria a un local de la plaça de la Independència. El 1949, col·laborà amb el també soci Francesc Solà Camps en el rodatge d'un documental a l'Alt Pallars.
Gussinyé treballà també en el sector del turisme. Va ser durant molts anys el president del Sindicat Provincial d'Hostaleria i Activitats Turístiques, havent-se iniciat com a cap de la Secció Econòmica d'aquest. Durant el seu mandat com a president, el sindicat feu una aportació de vint milions de pessetes per al finançament de les obres de construcció i instal·lació de l'Aeroport de Girona, que finalment s'inaugurà l'1 d'abril de 1967. Així doncs, Gussinyé fou clau per a la creació de la pista de vol de Vilobí d'Onyar, juntament amb d'altres membres del sector turístic com Joan Cargol, Josep María Clua, Juli Lara, Luís Duran i Francesc Sabaté.

## Fons fotogràfic
Un conjunt de documentació fotogràfica produïda per Gussinyé va ser ingressada al Centre de Recerca i Difusió de la Imatge (CRDI) de l'Arxiu Municipal de Girona. Es tracta de nou-centes setanta-sis fotografies i una carpeta de documentació textual d'àmbit privat. En la seva condició de fotògraf afeccionat, generà fotografies sobretot de temàtica excursionista, amb representacions de Girona i altres poblacions de Catalunya, especialment de les comarques gironines. També, n'és destacable el conjunt de fotografies de temàtica familiar.